# Christoph Werner (Unternehmer)
Christoph Werner (* 19. November 1972 in Karlsruhe) ist ein deutscher Unternehmer und seit September 2019 Vorsitzender der Geschäftsführung der Drogeriemarktkette dm-drogerie markt.

## Leben
Werner ist das zweitälteste von sieben Kindern des dm-Gründers Götz W. Werner. Christoph Werner ist verheiratet und hat zwei Kinder.

## Beruflicher Werdegang
Nach seinem Abitur an der Freien Waldorfschule in Karlsruhe absolvierte er von 1992 bis 1995 ein Studium der Betriebswirtschaftslehre an der Dualen Hochschule Karlsruhe. Im Rahmen seines Dualen Studiums sammelte er zwischen 1992 und 1995 bei Tegut in Fulda und bei dm-drogerie markt praktische Erfahrungen im Handel. Nach dem Wehrdienst durchlief er von 1996 bis 2000 verschiedene Stationen in Vertrieb und Marketing der L’Oréal-Gruppe in Frankreich. Von 2001 bis 2010 war er beim Pharmaunternehmen GlaxoSmithKline in der Konsumgütersparte in den USA und zuletzt erneut in Frankreich sowohl im Marketing als auch im Vertrieb tätig. Von Februar 2003 bis Oktober 2010 war er zudem Aufsichtsrat bei dm-drogerie markt. Von 2006 bis 2007 absolvierte Werner ein berufsbegleitendes Internationales Executive MBA Studium an der Katz Graduate School of Business an der University of Pittsburgh.
Ende 2010 wurde Werner Mitglied der erweiterten Geschäftsleitung von dm-drogerie markt, verantwortlich für das Ressort Marketing + Beschaffung. Im Juni 2011 wurde er zum Geschäftsführer bestellt. Neben der Ressortverantwortung übernahm er die Regionsverantwortung für ca. 200 dm-Märkte in mehreren  Bundesländern. Im Jahr 2017 wurde Werner vom Aufsichtsrat zum stellvertretenden Vorsitzenden der Geschäftsführung von dm-drogerie markt berufen; im September 2019 wurde er Vorsitzender der Geschäftsführung.

## Unternehmenspolitische Tätigkeiten
Im Kuratorium der Interessenvertretung Stiftung Familienunternehmen sowie im Handelsausschuss der Deutschen Industrie- und Handels-Kammer (DIHK) setzt sich Werner für die Belange von Familienunternehmen und des Handels ein. Er ist Mitglied in den Aufsichtsräten von dm-Österreich sowie der Kärcher SE.